# Unione Sportiva Salernitana 1956-1957
Questa pagina raccoglie i dati riguardanti l'Unione Sportiva Salernitana nelle competizioni ufficiali della stagione 1956-1957.

## Stagione
La Salernitana, a seguito della retrocessione che aggrava lo stato finanziario, viene messa in liquidazione, così la società viene rilevata dall'Onorevole Carmine De Martino, che la salva dal fallimento.
La panchina è affidata a Paolo Todeschini, che ha il compito di riportare i granata in seconda serie con una rosa a disposizione che vede i ritorni di De Fazio in porta e Settembrini a centrocampo. A stagione in corso Carpitelli sostituirà Todeschini, e per un solo punto i granata non raggiungeranno il secondo posto che avrebbe valso loro la promozione.
Da sottolineare che per la prima volta un giocatore della Salernitana vince la classifica dei marcatori, grazie a Lidio Massagrande e le sue 15 marcature.

## Divise
La maglia della Salernitana 1956-1957.
| Casa |

## Organigramma societario
Fonte
Area direttiva
- Presidente: Carmine De Martino
- Segretario: Bruno Somma

Area tecnica
- Allenatore: Paolo Todeschini, dal 9/04/1957 Enrico Carpitelli
- Allenatore in seconda: Mario Saracino
- Magazziniere: Pasquale Sammarco

Area sanitaria
- Medico Sociale: William Rossi
- Massaggiatore: Alberto Fresa

## Rosa
Fonte
| N. |                   | Ruolo | Calciatore        |
| -- | ----------------- | ----- | ----------------- |
|    | Italia (bandiera) | P     | Renzo Biondani    |
|    | Italia (bandiera) | P     | Aldo De Fazio     |
|    | Italia (bandiera) | P     | Mario Izzo        |
|    | Italia (bandiera) | D     | Pietro Bacchini   |
|    | Italia (bandiera) | D     | Gianfranco Bozzao |
|    | Italia (bandiera) | D     | Luciano Vellano   |
|    | Italia (bandiera) | D     | Nando Barchiesi   |
|    | Italia (bandiera) | D     | Franco Baucè      |
|    | Italia (bandiera) | D     | Mario Deotto      |
|    | Italia (bandiera) | D     | Diego Fanin       |
|    | Italia (bandiera) | C     | Marco Galetti     |
|    | Italia (bandiera) | C     | Luigi Gigante     |

| N. |                   | Ruolo | Calciatore           |
| -- | ----------------- | ----- | -------------------- |
|    | Italia (bandiera) | C     | Federico Greco       |
|    | Italia (bandiera) | C     | Antonio Nicolazzini  |
|    | Italia (bandiera) | C     | Matteo Porpora       |
|    | Italia (bandiera) | C     | Rinaldo Settembrino  |
|    | Italia (bandiera) | A     | Augusto Foglia       |
|    | Italia (bandiera) | A     | Francesco Malighetti |
|    | Italia (bandiera) | A     | Luigi Marchetto      |
|    | Italia (bandiera) | A     | Lidio Massagrande    |
|    | Italia (bandiera) | A     | Alfredo Pastore      |
|    | Italia (bandiera) | A     | Ermanno Scaramuzzi   |
|    | Italia (bandiera) | A     | Alberto Sogliani     |

## Risultati

### Serie C

#### Girone di andata
| Salerno 16 settembre 1956 1ª giornata | Salernitana | 0 – 0 referto | Mestrina | Stadio Donato Vestuti |

| Salerno 23 settembre 1956 2ª giornata                                   | Salernitana | 3 – 1 referto | Lecco | Stadio Donato Vestuti |
| \| \| \| \| \| Massagrande 40’, 66’, 79’ \| Marcatori \| 88’ Mologni \| |             |               |       |                       |
|                                                                         |             |               |       |                       |
| Massagrande 40’, 66’, 79’                                               | Marcatori   | 88’ Mologni   |       |                       |

| Biella 30 settembre 1956 3ª giornata             | Biellese  | 0 – 2 referto  | Salernitana | Stadio Lamarmora |
| \| \| \| \| \| \| Marcatori \| 3’, 49’ Foglia \| |           |                |             |                  |
|                                                  |           |                |             |                  |
|                                                  | Marcatori | 3’, 49’ Foglia |             |                  |

| Salerno 7 ottobre 1956 4ª giornata                                        | Salernitana | 2 – 1 referto | Carbosarda | Stadio Donato Vestuti |
| \| \| \| \| \| Pastore 29’ Massagrande 56’ \| Marcatori \| 74’ Gennari \| |             |               |            |                       |
|                                                                           |             |               |            |                       |
| Pastore 29’ Massagrande 56’                                               | Marcatori   | 74’ Gennari   |            |                       |

| Salerno 14 ottobre 1956 5ª giornata                                      | Salernitana | 2 – 1 referto | Livorno | Stadio Donato Vestuti |
| \| \| \| \| \| Foglia 53’ Massagrande 66’ \| Marcatori \| 81’ Isolani \| |             |               |         |                       |
|                                                                          |             |               |         |                       |
| Foglia 53’ Massagrande 66’                                               | Marcatori   | 81’ Isolani   |         |                       |

| Pavia 21 ottobre 1956 6ª giornata                       | Pavia     | 1 – 1 referto | Salernitana | Stadio Comunale |
| \| \| \| \| \| Teggi 40’ \| Marcatori \| 20’ Pastore \| |           |               |             |                 |
|                                                         |           |               |             |                 |
| Teggi 40’                                               | Marcatori | 20’ Pastore   |             |                 |

| Salerno 28 ottobre 1956 7ª giornata                                          | Salernitana | 4 – 0 referto | Treviso | Stadio Donato Vestuti |
| \| \| \| \| \| Massagrande 4’ Pastore 15’, 40’ Foglia 82’ \| Marcatori \| \| |             |               |         |                       |
|                                                                              |             |               |         |                       |
| Massagrande 4’ Pastore 15’, 40’ Foglia 82’                                   | Marcatori   |               |         |                       |

| Salerno 18 novembre 1956 8ª giornata         | Salernitana | 1 – 0 referto | Cremonese | Stadio Donato Vestuti |
| \| \| \| \| \| Foglia 62’ \| Marcatori \| \| |             |               |           |                       |
|                                              |             |               |           |                       |
| Foglia 62’                                   | Marcatori   |               |           |                       |

| Reggio Emilia 25 novembre 1956 9ª giornata             | Reggiana  | 1 – 1 referto | Salernitana | Stadio Mirabello |
| \| \| \| \| \| Zanni 6’ \| Marcatori \| 89’ Vellano \| |           |               |             |                  |
|                                                        |           |               |             |                  |
| Zanni 6’                                               | Marcatori | 89’ Vellano   |             |                  |

| Catanzaro 2 dicembre 1956 10ª giornata        | Catanzaro | 1 – 0 referto | Salernitana | Stadio Militare |
| \| \| \| \| \| D'Avino 19’ \| Marcatori \| \| |           |               |             |                 |
|                                               |           |               |             |                 |
| D'Avino 19’                                   | Marcatori |               |             |                 |

| Salerno 16 dicembre 1956 11ª giornata                                               | Salernitana | 2 – 1 referto      | Molfetta | Stadio Donato Vestuti |
| \| \| \| \| \| Scaramuzzi 64’ Massagrande 81’ \| Marcatori \| 87’ (rig.) Cergoli \| |             |                    |          |                       |
|                                                                                     |             |                    |          |                       |
| Scaramuzzi 64’ Massagrande 81’                                                      | Marcatori   | 87’ (rig.) Cergoli |          |                       |

| Reggio Calabria 23 dicembre 1956 12ª giornata | Reggina   | 0 – 1 referto | Salernitana | Stadio Comunale |
| \| \| \| \| \| \| Marcatori \| 47’ Gigante \| |           |               |             |                 |
|                                               |           |               |             |                 |
|                                               | Marcatori | 47’ Gigante   |             |                 |

| Salerno 30 dicembre 1956 13ª giornata                                            | Salernitana | 3 – 0 referto | Sanremese | Stadio Donato Vestuti |
| \| \| \| \| \| Massagrande 14’ Trevisan 16’ (aut.) Deotto 56’ \| Marcatori \| \| |             |               |           |                       |
|                                                                                  |             |               |           |                       |
| Massagrande 14’ Trevisan 16’ (aut.) Deotto 56’                                   | Marcatori   |               |           |                       |

| Siena 6 gennaio 1957 14ª giornata                 | Siena     | 1 – 0 referto | Salernitana | Stadio del Rastrello |
| \| \| \| \| \| Francassetti 8’ \| Marcatori \| \| |           |               |             |                      |
|                                                   |           |               |             |                      |
| Francassetti 8’                                   | Marcatori |               |             |                      |

| Salerno 13 gennaio 1957 15ª giornata                                        | Salernitana | 3 – 0 referto | Prato | Stadio Donato Vestuti |
| \| \| \| \| \| Barchiesi 49’ Pastore 83’ Massagrande 90’ \| Marcatori \| \| |             |               |       |                       |
|                                                                             |             |               |       |                       |
| Barchiesi 49’ Pastore 83’ Massagrande 90’                                   | Marcatori   |               |       |                       |

| Siracusa 20 gennaio 1957 16ª giornata                      | Siracusa  | 1 – 1 referto   | Salernitana | Stadio Vittorio Emanuele III |
| \| \| \| \| \| Mora 47’ \| Marcatori \| 21’ Massagrande \| |           |                 |             |                              |
|                                                            |           |                 |             |                              |
| Mora 47’                                                   | Marcatori | 21’ Massagrande |             |                              |

| Vigevano 7 febbraio 1957 17ª giornata                    | Vigevano  | 1 – 1 Recupero referto | Salernitana | Stadio Comunale |
| \| \| \| \| \| List 50’ \| Marcatori \| 20’ Barchiesi \| |           |                        |             |                 |
|                                                          |           |                        |             |                 |
| List 50’                                                 | Marcatori | 20’ Barchiesi          |             |                 |

#### Girone di ritorno
| Mestre 6 marzo 1957 18ª giornata | Mestrina | 0 – 0 Recupero referto | Salernitana | Stadio Francesco Baracca |

| Lecco 11 febbraio 1957 19ª giornata                     | Lecco     | 2 – 0 referto | Salernitana | Stadio Mario Rigamonti |
| \| \| \| \| \| Quoiani 22’ Gotti 53’ \| Marcatori \| \| |           |               |             |                        |
|                                                         |           |               |             |                        |
| Quoiani 22’ Gotti 53’                                   | Marcatori |               |             |                        |

| Salerno 17 febbraio 1957 20ª giornata         | Salernitana | 1 – 0 referto | Biellese | Stadio Donato Vestuti |
| \| \| \| \| \| Gigante 22’ \| Marcatori \| \| |             |               |          |                       |
|                                               |             |               |          |                       |
| Gigante 22’                                   | Marcatori   |               |          |                       |

| Carbonia 24 febbraio 1957 21ª giornata                      | Carbosarda | 2 – 0 referto | Salernitana | Stadio Comunale |
| \| \| \| \| \| Turotti 19’ Bercarich 55’ \| Marcatori \| \| |            |               |             |                 |
|                                                             |            |               |             |                 |
| Turotti 19’ Bercarich 55’                                   | Marcatori  |               |             |                 |

| Livorno 3 marzo 1957 22ª giornata                         | Livorno   | 2 – 0 referto | Salernitana | Stadio Comunale |
| \| \| \| \| \| Bronzoni 7’ Mazzoni 43’ \| Marcatori \| \| |           |               |             |                 |
|                                                           |           |               |             |                 |
| Bronzoni 7’ Mazzoni 43’                                   | Marcatori |               |             |                 |

| Salerno 10 marzo 1957 23ª giornata                      | Salernitana | 1 – 1 referto | Pavia | Stadio Donato Vestuti |
| \| \| \| \| \| Pastore 73’ \| Marcatori \| 87’ Corti \| |             |               |       |                       |
|                                                         |             |               |       |                       |
| Pastore 73’                                             | Marcatori   | 87’ Corti     |       |                       |

| Treviso 17 marzo 1957 24ª giornata                                  | Treviso   | 2 – 0 referto | Salernitana | Stadio Comunale |
| \| \| \| \| \| Manzardo 21’ (rig.) Mantovani 26’ \| Marcatori \| \| |           |               |             |                 |
|                                                                     |           |               |             |                 |
| Manzardo 21’ (rig.) Mantovani 26’                                   | Marcatori |               |             |                 |

| Cremona 24 marzo 1957 25ª giornata              | Cremonese | 1 – 0 referto | Salernitana | Stadio Giovanni Zini |
| \| \| \| \| \| Zaramella 78’ \| Marcatori \| \| |           |               |             |                      |
|                                                 |           |               |             |                      |
| Zaramella 78’                                   | Marcatori |               |             |                      |

| Salerno 31 marzo 1957 26ª giornata            | Salernitana | 1 – 0 referto | Reggiana | Stadio Donato Vestuti |
| \| \| \| \| \| Gigante 63’ \| Marcatori \| \| |             |               |          |                       |
|                                               |             |               |          |                       |
| Gigante 63’                                   | Marcatori   |               |          |                       |

| Salerno 7 aprile 1957 27ª giornata                         | Salernitana | 1 – 1 referto | Catanzaro | Stadio Donato Vestuti |
| \| \| \| \| \| Pastore 41’ \| Marcatori \| 67’ Fabrello \| |             |               |           |                       |
|                                                            |             |               |           |                       |
| Pastore 41’                                                | Marcatori   | 67’ Fabrello  |           |                       |

| Molfetta 14 aprile 1957 28ª giornata                                  | Molfetta  | 1 – 2 referto          | Salernitana | Stadio Paolo Poli |
| \| \| \| \| \| Borrella 75’ \| Marcatori \| 20’ Foglia 39’ Gigante \| |           |                        |             |                   |
|                                                                       |           |                        |             |                   |
| Borrella 75’                                                          | Marcatori | 20’ Foglia 39’ Gigante |             |                   |

| Salerno 28 aprile 1957 29ª giornata              | Salernitana | 1 – 0 referto | Reggina | Stadio Donato Vestuti |
| \| \| \| \| \| Scaramuzzi 80’ \| Marcatori \| \| |             |               |         |                       |
|                                                  |             |               |         |                       |
| Scaramuzzi 80’                                   | Marcatori   |               |         |                       |

| Sanremo 5 maggio 1957 30ª giornata                                      | Sanremese | 3 – 1 referto | Salernitana | Stadio Comunale |
| \| \| \| \| \| Novi 4’ Rao 21’ Billet 89’ \| Marcatori \| 10’ Deotto \| |           |               |             |                 |
|                                                                         |           |               |             |                 |
| Novi 4’ Rao 21’ Billet 89’                                              | Marcatori | 10’ Deotto    |             |                 |

| Salerno 19 maggio 1957 31ª giornata                                                          | Salernitana | 4 – 1 referto | Siena | Stadio Donato Vestuti |
| \| \| \| \| \| Scaramuzzi 13’ Pastore 22’ Massagrande 73’, 80’ \| Marcatori \| 65’ Maluta \| |             |               |       |                       |
|                                                                                              |             |               |       |                       |
| Scaramuzzi 13’ Pastore 22’ Massagrande 73’, 80’                                              | Marcatori   | 65’ Maluta    |       |                       |

| Prato 2 giugno 1957 32ª giornata                  | Prato     | 0 – 1 referto   | Salernitana | Stadio Lungobisenzio |
| \| \| \| \| \| \| Marcatori \| 78’ Massagrande \| |           |                 |             |                      |
|                                                   |           |                 |             |                      |
|                                                   | Marcatori | 78’ Massagrande |             |                      |

| Salerno 9 giugno 1957 33ª giornata                                                   | Salernitana | 4 – 0 referto | Siracusa | Stadio Donato Vestuti |
| \| \| \| \| \| Pastore 49’ Massagrande 63’ Deotto 80’ Gigante 86’ \| Marcatori \| \| |             |               |          |                       |
|                                                                                      |             |               |          |                       |
| Pastore 49’ Massagrande 63’ Deotto 80’ Gigante 86’                                   | Marcatori   |               |          |                       |

| Salerno 16 giugno 1957 34ª giornata                                                   | Salernitana | 3 – 1 referto | Vigevano | Stadio Donato Vestuti |
| \| \| \| \| \| Deotto 29’, 65’ Massagrande 54’ (rig.) \| Marcatori \| 76’ Bozzetti \| |             |               |          |                       |
|                                                                                       |             |               |          |                       |
| Deotto 29’, 65’ Massagrande 54’ (rig.)                                                | Marcatori   | 76’ Bozzetti  |          |                       |

## Statistiche

### Statistiche di squadra
| Competizione | Punti | In casa | In casa | In casa | In casa | In casa | In casa | In trasferta | In trasferta | In trasferta | In trasferta | In trasferta | In trasferta | Totale | Totale | Totale | Totale | Totale | Totale | DR  |
| Competizione | Punti | G       | V       | N       | P       | Gf      | Gs      | G            | V            | N            | P            | Gf           | Gs           | G      | V      | N      | P      | Gf     | Gs     | DR  |
| ------------ | ----- | ------- | ------- | ------- | ------- | ------- | ------- | ------------ | ------------ | ------------ | ------------ | ------------ | ------------ | ------ | ------ | ------ | ------ | ------ | ------ | --- |
| Serie C      | 44    | 17      | 14      | 3       | 0       | 36      | 8       | 17           | 4            | 5            | 8            | 11           | 19           | 34     | 18     | 8      | 8      | 47     | 27     | +20 |

### Andamento in campionato
| Giornata  | 1 | 2 | 3 | 4 | 5 | 6 | 7 | 8 | 9 | 10 | 11 | 12 | 13 | 14 | 15 | 16 | 17 | 18 | 19 | 20 | 21 | 22 | 23 | 24 | 25 | 26 | 27 | 28 | 29 | 30 | 31 | 32 | 33 | 34 |
| --------- | - | - | - | - | - | - | - | - | - | -- | -- | -- | -- | -- | -- | -- | -- | -- | -- | -- | -- | -- | -- | -- | -- | -- | -- | -- | -- | -- | -- | -- | -- | -- |
| Luogo     | C | C | T | C | C | T | C | C | T | T  | C  | T  | C  | T  | C  | T  | T  | T  | T  | C  | T  | T  | C  | T  | T  | C  | C  | T  | C  | T  | C  | T  | C  | C  |
| Risultato | N | V | V | V | V | N | V | V | N | P  | V  | V  | V  | P  | V  | N  | N  | N  | P  | V  | P  | P  | N  | P  | P  | V  | N  | V  | V  | P  | V  | V  | V  | V  |

Legenda:

Luogo: C = Casa; T = Trasferta. Risultato: V = Vittoria; N = Pareggio; P = Sconfitta.

### Statistiche dei giocatori
Fonte
| Giocatore      | Serie C  | Serie C | Serie C     | Serie C    |
| Giocatore      | Presenze | Reti    | Ammonizioni | Espulsioni |
| -------------- | -------- | ------- | ----------- | ---------- |
| P. Bacchini    | 26       | 0       | ?           | ?          |
| N. Barchiesi   | 18       | 2       | ?           | ?          |
| F. Baucè       | 26       | 0       | ?           | ?          |
| R. Biondani    | 6        | -6      | ?           | ?          |
| G. Bozzao      | 6        | 0       | ?           | ?          |
| A. De Fazio    | 28       | -21     | ?           | ?          |
| M. Deotto      | 17       | 5       | ?           | ?          |
| D. Fanin       | 6        | 0       | ?           | ?          |
| A. Foglia      | 21       | 6       | ?           | ?          |
| M. Galetti     | 27       | 0       | ?           | ?          |
| L. Gigante     | 31       | 5       | ?           | ?          |
| F. Greco       | 0        | 0       | 0           | 0          |
| M. Izzo        | 0        | -0      | 0           | 0          |
| F. Malighetti  | 8        | 0       | ?           | ?          |
| L. Marchetto   | 1        | 0       | ?           | ?          |
| L. Massagrande | 28       | 15      | ?           | ?          |
| A. Nicolazzini | 21       | 0       | ?           | ?          |
| A. Pastore     | 30       | 9       | ?           | ?          |
| M. Porpora     | 4        | 0       | ?           | ?          |
| E. Scaramuzzi  | 19       | 3       | ?           | ?          |
| R. Settembrino | 16       | 0       | ?           | ?          |
| A. Sogliani    | 4        | 0       | ?           | ?          |
| L. Vellano     | 31       | 1       | ?           | ?          |